# Severin Schwan
Severin Schwan (* 17. listopadu 1967, Hall in Tirol) je rakouský manažer.
Od 4. března 2008 zastává funkci CEO farmaceutické firmy Hoffmann-La Roche. Ve funkci nahradil svého předchůdce, švýcarsko-rakouského manažera Franze Bernharda Humera. Před svým zvolením do funkce generálního ředitele celé korporace pracoval na pozici ředitele diagnostické divize.
Schwan studoval na Univerzitě v Innsbrucku (ekonomie a práva), Yorku (ekonomie) a Oxfordu (práva). V roce 1991 složil závěrečnou magisterskou zkoušku a získal právo užívat titulu Mag. iur. stejně jako Mag. rer. soc. oec. Od roku 1993, který byl zároveň rokem jeho další promoce a zisku titulu Dr. jur., pracoval na několika různých pozicích v rámci koncernu Roche.